# Herminie de La Brousse de Verteillac
Marie-Marguerite-Herminie de Brousse de Verteillac (París, 28 de julio de 1853 - París, 13 de abril de 1926) princesa de Léon (1872-1893) después duquesa de Rohan (1893 - 1926)  fue una poeta francesa.

## Biografía
Hija de Charles César Augustin de Brousse de Verteillac y de su segunda esposa, Marie Henriette de Leuze, es la nieta de François Gabriel Thibault de La Brousse, marqués de Verteillac.
Herminie de Verteillac se casa el 26 de junio de 1872 con Alain de Rohan-Chabot (1844-1914), príncipe de Léon, que, a la muerte de su padre, en 1893, resulta el 11.º duque de Rohan. Tuvieron cinco niños :
- Anne de Rohan Chabot (1873-1903), comtesa Louis de Talleyrand-Périgord ;
- Marie de Rohan Chabot (1876-1951), princesa Lucien Murat después comtesse Charles de Chambrun ;
- Josselin de Rohan Chabot (1879-1916), 12.º  de Rohan ;
- Françoise de Rohan Chabot(1881-1957), duquesa de Caraman ;
- Jehan de Rohan Chabot (1884-1968).

La princesa de Léon resultó rápidamente una personalidad importante en el mundo, viviendo entre el hotel de Verteillac (rebautizado hotel de Rohan), 35 boulevard de los Invalidos en París, el castillo de Josselin (Morbihan) y el chalet de los Fées a Pontaillac, construido por el marqués de Verteillac su padre, sobre la propiedad Défé que había adquirido en 1865.
En su salón parisino, recibía a los literatos, sobre todo Robert de Montesquiou al que le dedica uno de los poemas Chef des odeurs suaves. Apasionada de la poesía, publicó sucesivamente tres selecciones : Lande fleurie (1905), Les Lucioles (1907) y Souffles d’Océan. Miembro de la Sociedad de los poetas franceses, ha fundado un premio de Poesía. Ha dado numerosas conferencias literarias en París y en Bruselas.
Durante la Primera Guerra Mundial – durante la cual perdió a su hijo mayor – transformó su palacete en hospital militar y se volcó en curar los heridos lo que valió la Legión de Honor, la medalla del Reconocimiento francés y la medalla del Reconocimiento italiano.
Su colección de muñecas forma los fondos del museo de la Muñeca abierto en 1984 en el castillo de Josselin .
Es  uno de sus célebres bals disfrazados – igualmente evocados por Boni de Castellane – que se refiere a Swann al principio de Du côté de chez Swann de Marcel Proust : «Lo que reprocho a los periódicos es de hacernos hacer atención todos los días a cosas insignificantes mientras que leemos tres o cuatro veces en nuestra vida los libros donde están las cosas esenciales. El momento en que rasgamos con ganas cada mañana el periódico, entonces se tendría que cambiar las cosas y poner en el periódico, no sé, las Ideas de Pascal! (desató esta palabra de un tono de énfasis irónico para no parecer pedante). Y es en este volumen dorado sobre láminas que no abrimos una vez en diez años, añadió». 
- Lande fleurie, poesías (1905)
- Los Lucioles, poesías (1907)
- Las Desveladas de Cáucaso, notas de viajes (1910) Leer en línea
- Soplos de Océano, poesías (1911)
- El Canto del cisne, poesías (1922)